# ライスペーパー
ライスペーパー,バインチャン（英語：rice paper）
1. 米を薄いシート状に加工してから乾燥させた食品。本稿で詳述。
2. カミヤツデ、稲藁、クワなどを原料とした紙のこと。和紙を含む。
3. 紙巻きたばこの巻き紙などの、薄く上質な紙。

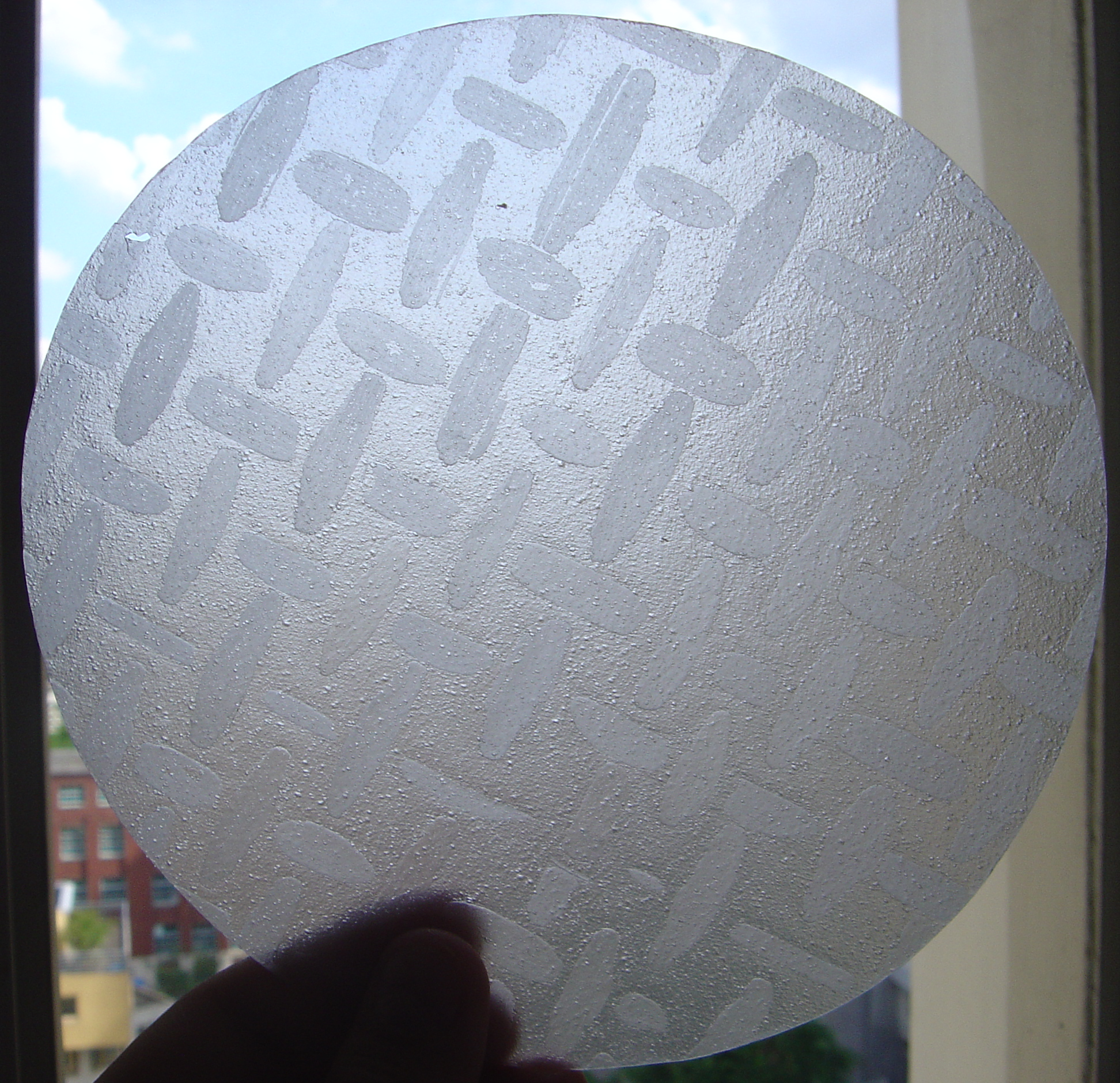
ライスペーパー

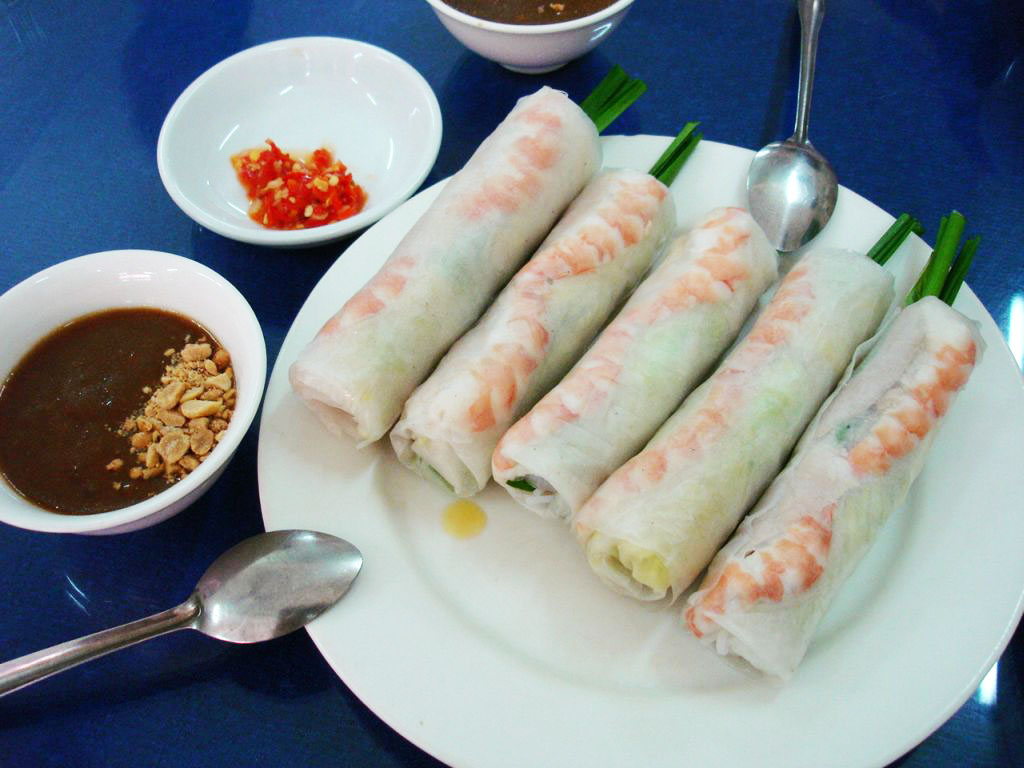
ライスペーパーを使った生春巻き

バインチャンはベトナム発祥の食用ライスペーパーであり、米を原料に薄いシート状に加工し乾燥させたもの。ベトナム語ではバインダーまたはバインチャン（bánh đa/ bánh tráng；餅𥹠 / 餅壯）と呼ばれる。ベトナム料理では生春巻きの皮として利用する他、しゃぶしゃぶ風料理や焼肉を野菜と一緒に包んで食べるむためにも用いられる。水で戻すとデンプンがすぐにα化して食べやすくなるため、使用する際は、指や布などで軽く水をつけてから具を巻いてゆく。
製法としては、米を砕いて乳液状にしたものを布の上に丸く広げ、熱水蒸気によって蒸し上げてから乾燥させて保存する。ざるの上で乾燥させると、表面に網目模様が付く。一般的にはそれ以上は火を通さずに使用するが、具を包んで油で揚げるいわゆる揚げ春巻き風に調理することもある。食感を増すために米の乳液にタピオカなどのデンプン類を混ぜることもある。
また、出来上がったものを半乾きの状態で裁断し、更に乾燥させたものがフォーなどの乾麺として用いられる。